# Шёмберг (Гера)
Шёмберг (нем. Schömberg) — община в Германии, в земле Тюрингия.
Входит в состав района Грайц. Подчиняется управлению Лойбаталь. Население составляет 115 человек (на 31 декабря 2010 года). Занимает площадь 5,00 км².